# 당신에게 오늘 밤을
《당신에게 오늘 밤을》(Irma la Douce)은 1963년 개봉한 미국의 로맨틱 코미디 영화이다. 빌리 와일더가 감독과 공동각본을 맡았으며, 알렉상드르 브레포르의 동명 뮤지컬이 영화의 원작이다.

## 출연

### 주연
- 잭 레먼
- 셜리 맥클레인

### 조연
- 루 자코비
- 브루스 야넬
- 허쉘 버나디
- 호프 홀리데이

## 기타
- 원작자: 알렉상드르 브리포트
- 협력프로듀서: I.A.L. 다이아몬드
- 협력프로듀서: 도안 해리슨
- 의상: 오리 켈리
- 배역: 린 스터마스터